# Daniel Viteri
Daniel Viteri   (Guayaquil, 12 de desembre de 1981) és un exfutbolista equatorià de la dècada de 2000.
Fou cinc cops internacional amb la selecció de l'Equador amb la qual participà en el Mundial de 2002. Pel que fa a clubs, defensà els colors de Emelec, Deportivo Quito, LDU Quito i Barcelona.